# Ho affittato un killer
Ho affittato un killer (I Hired a Contract Killer) è un film del 1990, diretto da Aki Kaurismäki.

## Trama
Nell'Inghilterra degli anni ottanta, Henri Boulanger, nella sua duplice veste di immigrato francese e di pubblico dipendente, è una delle prime vittime della drastica cura thatcheriana e perde il posto di dipendente dei waterworks (una specie di ufficio alle acque), senza preavviso e con un orologio d'oro non funzionante in riconoscimento dei 15 anni di lavoro prestato. Decide così di porre fine alla sua triste e solitaria esistenza: dopo due tentativi falliti di suicidio, complice anche uno sciopero dei dipendenti del gas, si rivolge a un'agenzia di killer a pagamento, annessa a un miserabile dancing situato nella periferia urbana di Londra.
Nell'attesa che l'agenzia adempia al contratto ("liquidazione entro due settimane") si dà al fumo e al bere e, una sera, in un pub, incontra Margaret, fioraia dallo sgargiante vestito cremisi e se ne innamora. Ma il killer è già sulle sue orme e recedere dal contratto si rivela arduo: il dancing, vittima del piano di ristrutturazioni urbane, è ormai solo un cumulo di macerie. Anzi, i suoi tentativi di mettersi in contatto con l'agenzia gli procurano ulteriori problemi: ripreso da una telecamera in una gioielleria in cui è avvenuta una rapina, il suo volto compare infatti sui giornali come quello del responsabile.
Il killer inoltre ha molta fretta: gli restano solo pochi giorni di vita a causa di un cancro ai polmoni e vuole lasciare qualcosa alla famiglia. Quando, dopo vari fallimenti, riesce a intrappolare il rassegnato Henri nel cimitero di Hampstead, rivolge l'arma dell'esecuzione contro sé stesso. Riprende così, non si sa dove ("La classe operaia non ha patria") la quotidiana esistenza di Henri, sopravvissuto anche al "tentativo" di investimento del taxi su cui Margaret si precipitava a comunicargli che era stato discolpato della rapina alla gioielleria.

## Critica
"Mi sembra che i registi britannici non riescano più a fare delle commedie inglesi vecchio stile. Così devo andarci io a farne una...". Dopo i film sulla "Finlandia marginale dei respinti e dei perdenti" culminata nella "trilogia operaia" che lo fa "conoscere ai cinefili del mondo" – Ombre nel paradiso, Ariel e La fiammiferaia –, con Ho affittato un killer Aki Kaurismäki allarga i suoi orizzonti geografici e culturali. Il film vuole essere un omaggio alle raffinate produzioni, in particolare nel genere della commedia nera, degli Ealing Studios britannici, costretti negli anni cinquanta a cedere allo strapotere delle major statunitensi.
Lo stesso regista dichiarò un debito con L'ultima vacanza (Henry Cass, 1950) e che gli sarebbe piaciuto avere Alec Guinness come protagonista del film. L'attore era stato protagonista di La signora omicidi, altro classico Ealing, una cui scena (il protagonista appeso a una rete sul vuoto, mentre sotto di lui passa, a grande velocità un treno) trova una citazione letterale nel film. Significativa è inoltre la dedica iniziale a Michael Powell.
Lo "stralunato" Jean-Pierre Léaud, attore di spicco della Nouvelle Vague e primo protagonista non finlandese in un film di Kaurismäki, è a suo perfetto agio nei panni dell'imperturbabile, malinconico Henri Boulanger, variante in colletto bianco degli operai delle fabbriche di Helsinki dei precedenti film del regista.
Nella "neutralità propria dei personaggi e degli attori" di Kaurismäki, nell'esplorazione di un'umanità diseredata, colta in ambienti urbani degradati o in squallidi locali, la cui miseria, negli anni delle traumatiche riforme thatcheriane, continua a somigliare a quella dei "miserabili" di un tempo, il regista si mantiene coerente con le sue produzioni precedenti. Nella "resa delle squallide atmosfere" dei B-movie degli anni cinquanta è determinante la fotografia di Timo Salminen, come lo sarà per le influenze renoiriane del successivo Vita da bohème.
Aki Kaurismäki appare nel ruolo di un venditore ambulante dal quale Henri acquista degli occhiali neri. In uno scalcinato locale, Joe Strummer, leader dei The Clash, si esibisce per pochi assorti intimi, in una ballata per chitarra e percussioni (Burning Lights). Suo è anche il pezzo che accompagna i titoli di coda.